# 1000年の山古志
『1000年の山古志』（せんねんのやまこし）は、2009年公開日本のドキュメンタリー映画。2009年、カラー、120分、文部科学省選定。

## スタッフ
- 監督 : 橋本信一
- プロデューサー ： 武重邦夫、関正史、川島正英
- 音楽 ： 森拓治
- ナレーター ： 長谷川初範
- 撮影 ： 松根広隆
- 編集 ： 小島俊彦
- 録音 ： 塩浜雅之、田邊茂男
- 助監督 ： 島田隆一
- 題字 ： 関秀泉
- 写真原画 ： 中條均紀
- 企画 ： Takeshigeスーパースタッフ・プログラム
- 製作 ： 「1000年の山古志」制作委員会、NPOスローライフジャパン、シネマネストJAPAN
- 協力 ： 長岡市山古志村の皆さん、新潟県、防衛省、国土交通省、日本映画学校

## 受賞
- 第27回日本映画復興奨励賞
- 第14回防災まちづくり大賞 消防庁長官賞